# 天主教圣若昂德尔雷伊教区

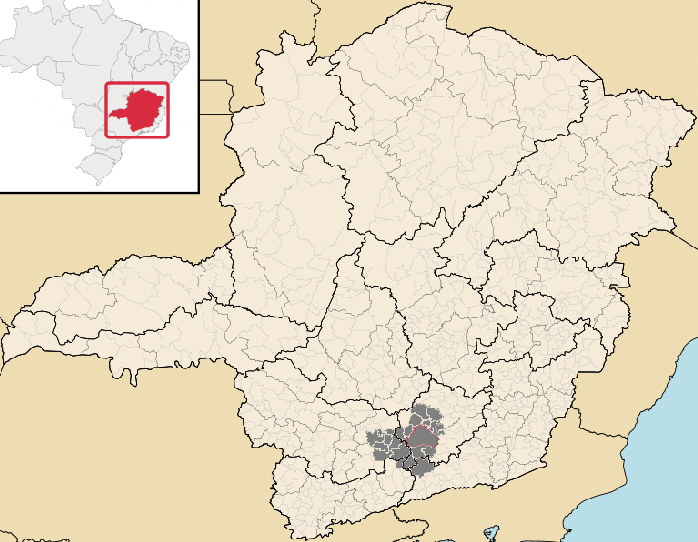
Diocese of São João del-Rei.

Regional CNBB Leste 2.

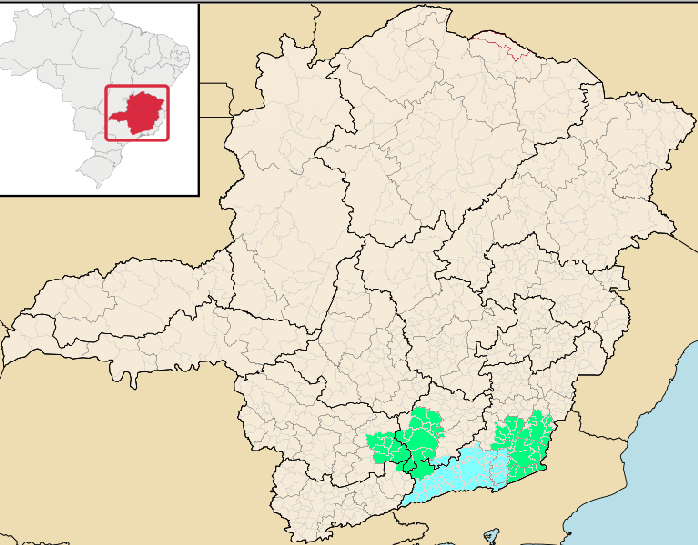
Ecclesiastical Province of Juiz de Fora.

天主教聖若昂德爾雷伊教區（拉丁語：Dioecesis Sancti Ioannis a Rege）是巴西一個天主教教區，位於米納斯吉拉斯州南部，包括廿三市。此教區屬茹伊斯迪福拉總教區。

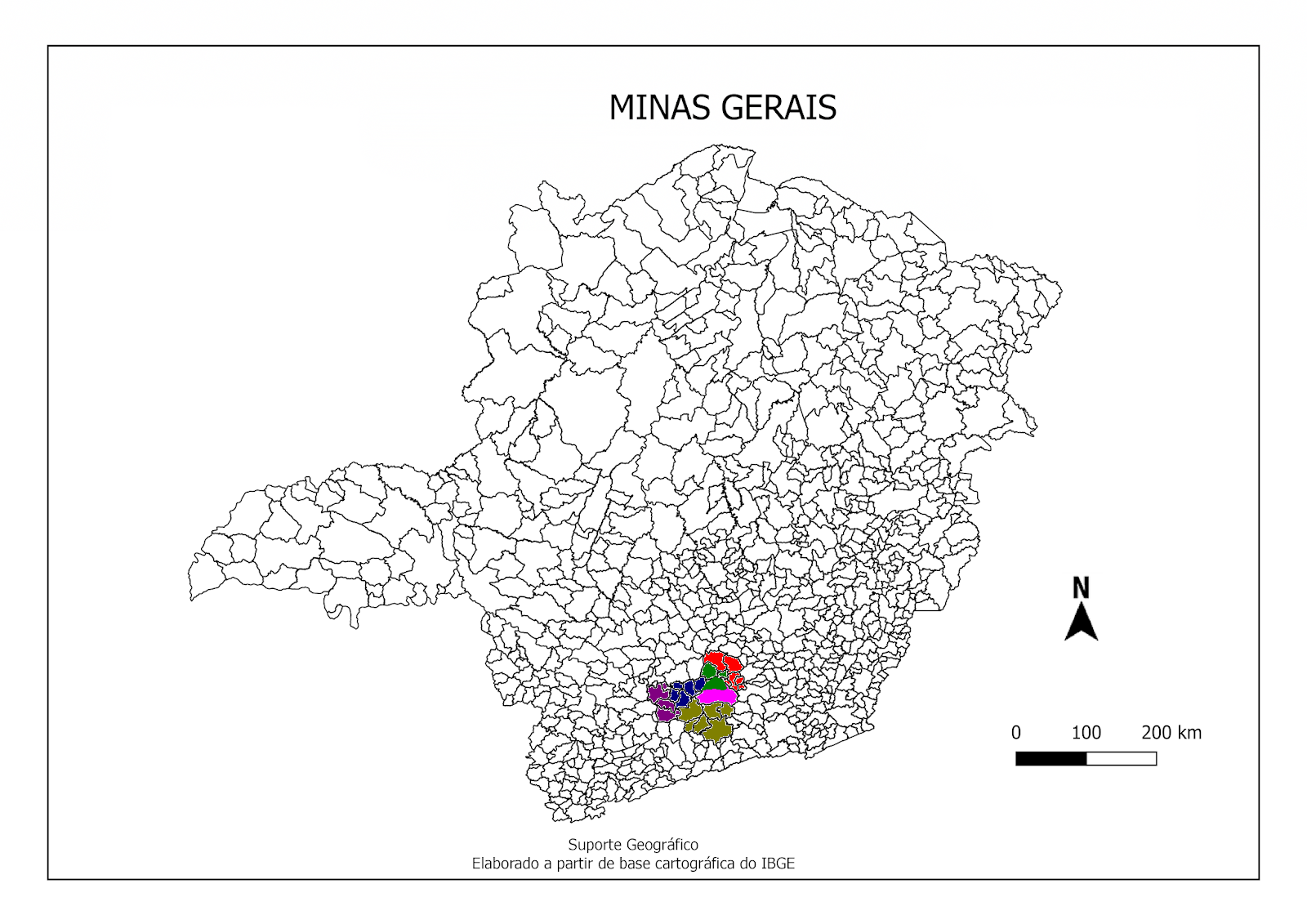
Six administrative divisions.

教區成立於1960年5月21日。2004年有教友468,000人，佔總人口90.0%。有卅八個堂區、司鐸七十八人。現任教區主教為若瑟·埃烏德斯·坎波斯·多·納斯西門托，榮休主教為瓦爾德馬爾·查韋斯·德·阿奧霍。